# Ільїн Феофан Несторович
Ільї́н Феофа́н (Єпіфан) Не́сторович (*1889 року, село Яснозір'я Черкаського району — †31 травня 1919, село Яснозір'я, Черкаського району) — активний учасник становлення радянської влади на Черкащині, у 1918-1919 роках командир інтернаціонального батальйону імені Спартака, який брав активну участь в боях проти Армії УНР під час боїв за місто Черкаси та придушенні григор'ївського повстання.

## Біографія
Народився Феофан 1889 року у родині бідного селянина. Батько, Нестор Іванович, мав невеликий наділ землі, з якого не міг прогодувати шестеро дітей, троє з яких були сини. Тому він також займався і ремеслом: викопував у лісі пеньки та видобував з них смолу, випалював дерева на вугілля. 1906 року Феофан закінчив місцеву церковно-парафіяльну школу та вступив до щойно відкритої у рідному селі Яснозірської земської школи. Після закінчення і цього навчального закладу, Феофан поїхав на заробітки на Криворіжжя, де працював шахтарем. Робітниче оточення вплинуло на революційні настрої юнака. 1910 року його призвали до лав імператорської армії, він проходив службу у місті Твері у 7-му гренадерському Московському полку. Тут Феофан пройшов школу унтерофіцерів. 1913 року він повертається на батьківщину у званні підпрапорщика. У серпні 1914 року, з початком Першої світової війни, Феофана Ільїна направили на фронт, де він пройшов усю війну, а опісля повернувся додому. За проявлену у боях відвагу його нагородили бойовими відзнаками та присвоїли офіцерське звання підпоручника.
Після Лютневої революції 1917 року Феофан стає членом полкового комітету, де бере активну участь та вступає до лав більшовиків. Після повернення до рідного села, він почав активну організаторську роботу з утвердження радянської влади. Особливо активно провадив свої дії після Першого українського з'їзду рад 25 грудня 1917 року, налагодив тісну співпрацю з підпільною партійною організацією міста Черкаси, а з лютого 1918 року — Черкаським військово-революційним комітетом, до якого входили більшовики Тищенко Ф. А., Шерстюк А. Г., Рац І. С., Нестеренко Г. Т. Влітку 1918 року Ільїн брав активну участь у створенні революційних військових загонів та військово-революційних комітетів у Яснозірській, Шелепухівській та Мошенській волостях. У листопаді 1918 року під керівництвом Черкаського військово-революційного комітету підняв повстання у низці волостей Черкащини. Феофан Ільїн керував Яснозірським загоном, який розгромив місцеві поміщицькі маєтки. 19 листопада у рідному селі проголосив радянську владу. На початку 1919 року, за рішенням Черкаського повітового військово-революційного комітету, військові загони Яснозір'я, Шелепух та Мошен були об'єднані в один, на чолі якого став Феофан Ільїн. Згодом загін прибув до Черкас і розташувався в районі сучасного перехрестя вулиць Новопречистенської та Гоголя. В цей час очільника загону обрали членом Черкаського повітового партійного осередку більшовиків.
Як командир, Ільїн організовував потрапляння військовиків під прикриттям до полків армії УНР. Як результат, 25 січня 1919 року вони підняли повстання у Корсунському та Черкаському полках, після чого ці зрадники перейшли на бік більшовиків. Згодом, разом з Жаботинським загоном Кулаковського, загін Ільїна брав участь у боях проти військових загонів УНР під Смілою та на станції Бобринська. Після боїв два загони були об'єднанні в батальйон імені Спартака під керівництвом Ільїна, який вів службу в Черкасах та околицях міста. У лютому 1919 року батальйон придушив повстання у Ташлику та Златопіллі. Через успіхи вище окупаційне керівництво поставило батальйону задачу із знешкодження військових загонів, які противились радянській владі, по усій Україні. Так, Ільїн створив спеціальну групу на чолі з Левком Ковалевським, яка вела бої по маршруту Черкаси-Гребінка-Київ-Фастів-Біла Церква-Сміла-Черкаси. Найбільшими перемогами група відзначилась в районі селища Баришівка, міста Бориспіль, села Мотовилівки та селища Рокитного. В цей час головні сили батальйону вели бої проти загону Трепера в районі Канева. У травні 1919 року батальйон імені Спартака брав участь у придушенні Григор'ївського повстання. Для допомоги були також направлені загони з Полтави, Лохвиці, Пирятина, а пізніше і регулярні війська Червоної армії та Дніпровська військова флотилія. Вранці 21 травня війська Григор'єва були вибиті з Черкас, після чого вони перемістились у навколишні ліси та до Холодного Яру.
Після битви Феофан Ільїн поїхав провідати щойно народженого сина до рідного села, де його схопили. Усю ніч Феофана допитували, вранці 31 травня він намагався втекти, але його було вбито. За версією радянської історіографії датою смерті Ільїна вказано 22 червня, однак у метричній книзі села Яснозір'я за 1919 рік є запис про смерть Ільїна саме 31 травня, а похований він 2 червня. Також не зважаючи на атеїстичні погляди Феофана Ільїна його було відспівано та поховано за православним звичаєм на церковному цвинтарі.

Запис у метриці про смерть Феофана Ільїна

Після смерті Феофана Ільїна у селі починаються масові вбивства. У метричних книгах можна прослідкувати записи про смерті цілими родинами, враховуючи чотиримісячних немовлят, що можна пов'язати з помстою за смерть більшовицького ватажка.
Тіло Ільїна було поховано на одному з кладовищ рідного села, а на його честь була названа одна з вулиць міст Черкаси. 2016 року вулиці в процесі декомунізації було повернуто історичну назву.